# Rennrodel-Weltcup 1995/96
Die Weltcupsaison 1995/96 im Rennrodeln begann am 2. Dezember 1995 in Igls in Österreich und endete am 17. Februar 1996 in Oberhof. Weitere Saisonhöhepunkte waren die Rennrodel-Weltmeisterschaften im sächsischen Altenberg sowie die Rennrodel-Europameisterschaften, die im lettischen Sigulda stattfanden.
Gesamtweltcupsieger wurde der Österreicher Markus Prock, Jana Bode, sowie die Doppelsitzer Stefan Krauße und Jan Behrendt.
Die Saison wurde an sechs Weltcupstationen ausgetragen.

## Weltcupergebnisse
| Datum                  | Ort        | Disziplin     | Sieger                     | Zweiter                     | Dritter                                   |
| ---------------------- | ---------- | ------------- | -------------------------- | --------------------------- | ----------------------------------------- |
| 02. 12. bis 03.12.1995 | Igls       | Einsitzer (F) | Gabriele Kohlisch          | Jana Bode                   | Sylke Otto                                |
| 02. 12. bis 03.12.1995 | Igls       | Einsitzer (M) | Markus Prock               | Georg Hackl                 | Gerhard Gleirscher                        |
| 02. 12. bis 03.12.1995 | Igls       | Doppel (M)    | Yves Mankel Thomas Rudolph | Stefan Krauße Jan Behrendt  | Tobias Schiegl Markus Schiegl             |
| 09. bis 10.12.1995     | La Plagne  | Einsitzer (F) | Jana Bode                  | Angelika Neuner             | Susi Erdmann                              |
| 09. bis 10.12.1995     | La Plagne  | Einsitzer (M) | Markus Prock               | Jens Müller                 | Georg Hackl                               |
| 09. bis 10.12.1995     | La Plagne  | Doppel (M)    | Stefan Krauße Jan Behrendt | Chris Thorpe Gordy Sheer    | Yves Mankel Thomas Rudolph                |
| 16. bis 17.12.1995     | Winterberg | Einsitzer (F) | Sylke Otto                 | Jana Bode                   | Susi Erdmann                              |
| 16. bis 17.12.1995     | Winterberg | Einsitzer (M) | Jens Müller                | Markus Prock                | Gerhard Gleirscher                        |
| 16. bis 17.12.1995     | Winterberg | Doppel (M)    | Stefan Krauße Jan Behrendt | Yves Mankel Thomas Rudolph  | Gerhard Plankensteiner Oswald Haselrieder |
| 20. bis 21.01.1996     | Königssee  | Einsitzer (F) | Gerda Weißensteiner        | Jana Bode                   | Andrea Tagwerker                          |
| 20. bis 21.01.1996     | Königssee  | Einsitzer (M) | Armin Zöggeler             | Duncan Kennedy              | Georg Hackl                               |
| 20. bis 21.01.1996     | Königssee  | Doppel (M)    | Stefan Krauße Jan Behrendt | Yves Mankel Thomas Rudolph  | Chris Thorpe Gordy Sheer                  |
| 10. bis 11.02.1996     | St. Moritz | Einsitzer (F) | Gerda Weißensteiner        | Susi Erdmann                | Jana Bode                                 |
| 10. bis 11.02.1996     | St. Moritz | Einsitzer (M) | Markus Prock               | Armin Zöggeler              | Norbert Huber                             |
| 10. bis 11.02.1996     | St. Moritz | Doppel(M)     | Stefan Krauße Jan Behrendt | Chris Thorpe Gordy Sheer    | Gerhard Plankensteiner Oswald Haselrieder |
| 16. bis 17.02.1996     | Oberhof    | Einsitzer (F) | Jana Bode                  | Susi Erdmann                | Cammy Myler                               |
| 16. bis 17.02.1996     | Oberhof    | Einsitzer (M) | annulliert                 | annulliert                  | annulliert                                |
| 16. bis 17.02.1996     | Oberhof    | Doppel(M)     | Stefan Krauße Jan Behrendt | Steffen Skel Steffen Wöller | Chris Thorpe Gordy Sheer                  |

## Weltcupstände und erreichte Platzierungen
Die folgenden Tabellen zeigen jeweils die ersten Zehn in den drei Weltcup-Gesamtwertungen an sowie die von diesen Sportlern erreichten Platzierungen in den sechs Weltcuprennen des Winters 1995/96. Weltcuppunkte wurden nach dem folgenden Muster vergeben:
| Platzierung | 1  | 2  | 3  | 4  | 5  | 6  | 7  | 8  | 9  | 10 | 11 | 12 | 13 | 14 | 15 | 16 | 17 | 18 | 19 | 20 | 21 | 22 | 23 | 24 | 25 | 26 | 27 | 28 | 29 | 30+ |
| Punkte      | 35 | 32 | 30 | 28 | 26 | 25 | 24 | 23 | 22 | 21 | 20 | 19 | 18 | 17 | 16 | 15 | 14 | 13 | 12 | 11 | 10 | 9  | 8  | 7  | 6  | 5  | 4  | 3  | 2  | 1   |

### Endstand im Einsitzer der Frauen
Jana Bode wurde im Winter 1995/96 sowohl Welt- und Europameisterin als auch Gesamtweltcupsiegerin, nachdem sie in jedem Saisonrennen das Podest erreicht hatte. Wie Bode beendete auch die Italienerin Gerda Weißensteiner zwei Weltcuprennen auf dem ersten Rang.
| Rang | Name                | Land               | IGL | LAP | WIN | KÖN | STM | OBE | Punkte |
| ---- | ------------------- | ------------------ | --- | --- | --- | --- | --- | --- | ------ |
| 01.  | Jana Bode           | Deutschland        | 2   | 1   | 2   | 2   | 3   | 1   | 196    |
| 02.  | Gerda Weißensteiner | Italien            | 8   | 4   | 5   | 1   | 1   | 6   | 172    |
| 03.  | Gabriele Kohlisch   | Deutschland        | 1   | 6   | 4   | 4   | 10  | 5   | 163    |
| 04.  | Sylke Otto          | Deutschland        | 3   | 8   | 1   | 10  | 4   | 7   | 161    |
| 05.  | Angelika Neuner     | Österreich         | 5   | 2   | 7   | 6   | 6   | 4   | 160    |
| 06.  | Susi Erdmann        | Deutschland        | 4   | 3   | 3   | –   | 2   | 2   | 152    |
| 07.  | Cammy Myler         | Vereinigte Staaten | 10  | 5   | 8   | 5   | 7   | 3   | 150    |
| 08.  | Andrea Tagwerker    | Österreich         | 6   | 7   | 6   | 3   | 11  | 9   | 146    |
| 09.  | Natalie Obkircher   | Italien            | 9   | 11  | 13  | 15  | 5   | 8   | 125    |
| 10.  | Doris Neuner        | Österreich         | 11  | 9   | 10  | 7   | 8   | –   | 110    |

### Endstand im Einsitzer der Männer
Markus Prock aus Österreich wurde zum sechsten Mal in Folge Sieger des Gesamtweltcups. Er entschied drei Saisonrennen für sich. Jeweils einen Erfolg feierten Jens Müller und Armin Zöggeler. Der sechste und letzte Wettkampf des Winters, der auf der Rennrodelbahn Oberhof hätte stattfinden sollen, wurde nach zwei Startversuchen wegen starker Schneefälle abgebrochen und ging nicht in die Gesamtwertung ein.
| Rang | Name               | Land               | IGL | LAP | WIN | KÖN | STM | OBE | Punkte |
| ---- | ------------------ | ------------------ | --- | --- | --- | --- | --- | --- | ------ |
| 01.  | Markus Prock       | Österreich         | 1   | 1   | 2   | 4   | 1   | –   | 165    |
| 02.  | Armin Zöggeler     | Italien            | 5   | 8   | 6   | 1   | 2   | –   | 141    |
| 03.  | Georg Hackl        | Deutschland        | 2   | 3   | 16  | 3   | 4   | –   | 135    |
| 04.  | Gerhard Gleirscher | Österreich         | 3   | 4   | 3   | 16  | 6   | –   | 128    |
| 05.  | Wendel Suckow      | Vereinigte Staaten | 4   | 5   | 4   | 14  | 16  | –   | 114    |
| 06.  | Jens Müller        | Deutschland        | 12  | 2   | 1   | –   | 5   | –   | 112    |
| 07.  | Norbert Huber      | Italien            | 9   | 7   | 20  | 7   | 3   | –   | 111    |
| 08.  | Markus Schmidt     | Österreich         | 6   | 6   | 18  | 6   | 10  | –   | 109    |
| 09.  | Alexander Bau      | Deutschland        | 8   | 13  | 17  | 5   | 9   | –   | 103    |
| 10.  | Larry Dolan        | Vereinigte Staaten | 17  | 15  | 5   | 9   | 11  | –   | 98     |
| 10.  | Duncan Kennedy     | Vereinigte Staaten | –   | 11  | 8   | 2   | 8   | –   | 98     |

### Endstand im Doppelsitzer
Stefan Krauße und Jan Behrendt aus Deutschland gewannen fünf von sechs Saisonrennen und mit deutlichem Vorsprung auf ihre zweitplatzierten Teamkollegen Yves Mankel und Thomas Rudolph zum dritten Mal in Serie den Gesamtweltcup.
| Rang | Name                                      | Land               | IGL | LAP | WIN | KÖN | STM | OBE | Punkte |
| ---- | ----------------------------------------- | ------------------ | --- | --- | --- | --- | --- | --- | ------ |
| 01.  | Stefan Krauße Jan Behrendt                | Deutschland        | 2   | 1   | 1   | 1   | 1   | 1   | 207    |
| 02.  | Yves Mankel Thomas Rudolph                | Deutschland        | 1   | 3   | 2   | 2   | 4   | 4   | 185    |
| 03.  | Chris Thorpe Gordy Sheer                  | Vereinigte Staaten | 4   | 2   | 5   | 3   | 2   | 3   | 178    |
| 04.  | Gerhard Plankensteiner Oswald Haselrieder | Italien            | 6   | 4   | 3   | 6   | 3   | 7   | 162    |
| 05.  | Steffen Skel Steffen Wöller               | Deutschland        | 5   | 7   | 7   | 5   | 6   | 2   | 157    |
| 06.  | Markus Schiegl Tobias Schiegl             | Österreich         | 3   | 6   | 4   | 11  | 11  | 5   | 149    |
| 07.  | Oleg Awdejew Danylo Pantschenko           | Ukraine            | 11  | 11  | 13  | 10  | 7   | 9   | 125    |
| 08.  | Danil Tschaban Alexander Subkow           | Russland           | 10  | 13  | 17  | 7   | 10  | 6   | 123    |
| 09.  | Ihor Urbanskyj Andrij Muchin              | Ukraine            | 9   | 12  | 12  | 14  | 9   | 11  | 119    |
| 10.  | Kurt Brugger Wilfried Huber               | Italien            | 7   | 5   | 6   | –   | 5   | –   | 101    |